# Libertad (Táchira)
Libertad is een gemeente in de Venezolaanse staat Táchira. De gemeente telt 32.600 inwoners. De hoofdplaats is Capacho Viejo.